# Trator de esteira

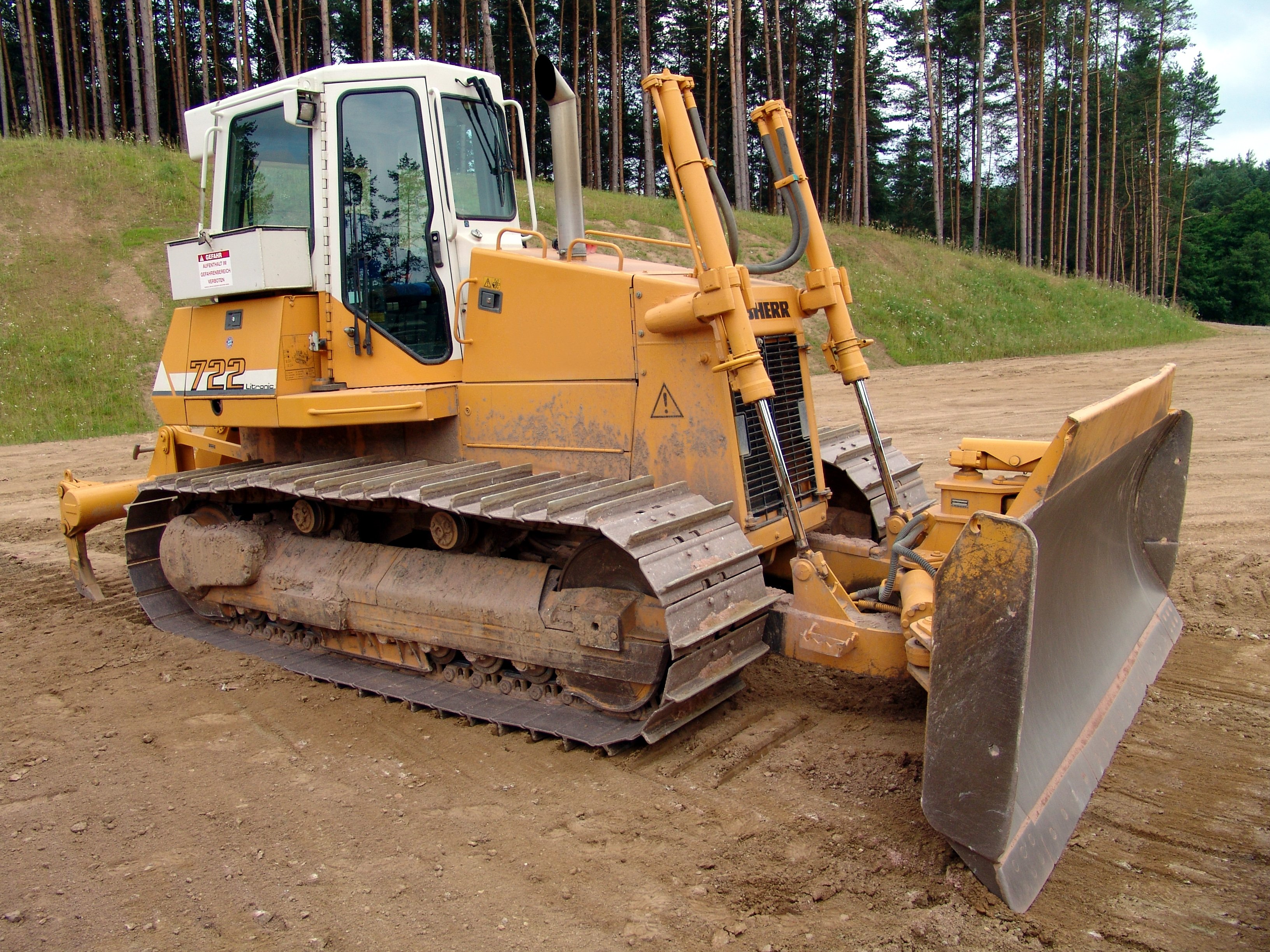
Um Liebherr 722.

Trator de esteira ou buldôzer (aportuguesamento do inglês bulldozer) é um tipo de trator que se locomove através de esteiras movidas pelo sistema mecânico de transmissão.
Sua finalidade é de servir para trabalhos pesados em áreas de difícil acesso e é usado principalmente para terraplenagem, escavação e ajudar no reboque de outras máquinas.
Geralmente, tratores à esteira não possuem suspensão.

## Usos
Os tratores de esteiras são máquinas versáteis usadas para vários serviços de trabalho em setores como construção civil, mineração e engenharia militar.
Alguns de seus usos são:
- Supressão vegetal.
- Arar terra.
- Corte de Material (solo) em linha reta.
- Empurrar material solto.
- Empilhar material.
- Formação de aterro.
- Nivelamento do solo.
- Fazer rampa riscada em talude.
- Rebocar cargas pesadas ou outras máquinas.